# 게리 킬달
게리 알렌 킬달(Gary Arlen Kildall, 1942년 5월 19일 ~ 1994년 7월 11일) 은 운영 체제 CP/M과 GEM의 개발자이며, 디지털 리서치(Digital Research)의 설립자이다.

## 생애
킬달은 1972년에 워싱턴 대학교에서 컴퓨터 과학 박사 학위를 받았다. 캘리포니아주의 몬테레이에 있는 미 해군 대학원에서 교수로 재직하던 중, 킬달은 인텔 4004과 8008 CPU 상에서 동작하는 PL/I 프로그래밍 언어를 개발했다. 그는 이 언어를 PL/M이라고 불렀다.
킬달은 1973년에 PL/M의 호스트 개발 환경으로 사용할 목적으로 운영 체제 구현에 대한 작업을 시작했고, 결과물로 CP/M을 만들었다. 그는 1976년 해군 대학원(NPS) 교수직에서 물러난 후 디지털 리서치사를 설립했으며, computer magazines 뒷페이지 광고 게재를 통해 처음 판매를 한 CP/M에 관련된 업무를 계속했다. 1975년 1월에 발표된 알테어 8800은 CP/M을 구동할 수 있는 최초의 상업 시스템이었으며, 그 해가 가기 전에 CP/M을 통해 동작하는 디스크 드라이브를 장착한 몇몇 복제품들이 출시됐다. 1977년까지, CP/M은 존재하던 운영 체제 중 가장 인기가 많았으며, 거의 모든 인텔 8080 또는 자일로그 Z80 기반의 모든 컴퓨터에서 동작할 수 있었다.
IBM은 1980년에 자신들이 만들고 있는 IBM PC에 탑재할 CP/M을 얻기 위해 디지털 리서치사와 접촉했다. 전해지는 이야기에 따르면, 킬달은 자신의 곡예용 쌍엽기의 일종인 피츠 스페셜(Pitts Special)을 타고 비행하느라 IBM측 대표단을 몇 시간 동안 기다리게 했다고 한다. 이 이야기는 널리 알려졌으나 사실이 아니다. IBM과의 협상은 킬달이 아닌 그의 아내 도로시가 주도했다. IBM측 대표단은 도로시가 비공개 협약을 받아들이기 원했지만 도로시는 매우 부담스러워 했다고 한다. 혹은 이 협상이 매우 불공평했다고 증언했다. IBM은 다시 빌 게이츠와 접촉했는데, 빌 게이츠는 그것이 일생 일대의 기회라고 판단하고, CP/M의 복제물인 Q-DOS를 시애틀 컴퓨터사(Seattle Computer Products)의 팀 패터슨으로부터 사들여서 IBM에 라이선스해 주었다. 이것이 MS-DOS/PC-DOS의 탄생이다. 나중에 IBM은 게이츠의 운영 체제가 CP/M의 지적재산권을 침해한 사실을 알고 킬달과 접촉했다. IBM은 킬달이 고소하지 않는 조건으로, IBM-PC가 시판될 때 CP/M을 PC-DOS와 함께 판매하기로 계약했다. IBM은 CP/M의 가격을 250달러로 정했는데, PC-DOS의 가격은 40달러로 정한 바 있다. 주 운영 체제를 마이크로소프트(Microsoft) 제품으로 하기로 한 IBM의 결정은, 전 세계에서 가장 큰 마이크로컴퓨터용 소프트웨어 회사가 디지털 리서치에서 마이크로소프트로 바뀌게 된 원인이 되었다.
CP/M 작업 이후에 킬달은, 마이크로컴퓨터에서 베이직의 확산을 우려하여, CP/M을 운영 체제로 하는 마이크로컴퓨터에서, 전체 PL/I 프로그래밍 언어의 ANSI 표준 부분 집합인 PL/I-80을 만들었다. 이 밖에도 킬달은 교육용 프로그래밍 언어인 로고나 CD-ROM 드라이브와 비디오디스크 사이의 인터페이스를 구현하는 등의 여러 실험적인 프로젝트들을 수행했다. 그는 CD-ROM 버전의 그로일러 멀티미디어 백과사전(Grolier Multimedia Encyclopedia)을 만들기도 했다. 킬달은 1991년에 디지털 리서치사가 노벨에 인수되었을 때 퇴직하여 텍사스주 오스틴 교외로 이사했는데 캘리포니아에도 주택을 가지고 있었다.

## 죽음
킬달의 친구들과 지인들은, 킬달이 만든 CP/M의 디자인으로부터 많은 부분을 차용하였으면서도 마이크로소프트사를 유명하게 만들고 동시에 그를 서서히 잊혀지게 한 MS-DOS에 대해서 얼마나 씁쓸하게 여겼는지를 전했다. 1994년 52세를 일기로, 캘리포니아의 몬테레이에 있는 'Community Hospital of Monterey Peninsula'에서, 숨을 거두었다. 사인은, 'Franklin Street Bar & Grill'라는 술집에서 술에 취해 넘어졌을 때 받은 두부 충격으로 인해 생긴 경막 하부의 혈종이었다. 전해지는 이야기로는, 7월 8일 몬터레이의 바에서, 술에 취해 뒤로 넘어진 후 3일 뒤라고 한다. 워싱턴주 북시애틀의 Evergreen-Washelli 묘지에 묻혔다.

## 공헌
그가 죽은 뒤인 1995년 3월, 킬달은 컴퓨터 산업에 기여한 공로로 소프트웨어 출판 협회(Software Publishers Association)에서 주는 상을 받았다.
- 마이크로프로세서에 특화된 최초의 프로그래밍 언어 및 컴파일러인 PL/M의 개발(1973)
- 100만장 이상 팔린 최초의 마이크로프로세서용 디스크 운영 체제인 CP/M(1974)
- 서드 파티 소프트웨어 산업을 가능하게 한, 시스템에 특화된 하드웨어 인터페이스를 BIOS 루틴 집합 내부로 분리한 최초의 성공적인 개방-시스템 설계(1975)
- 최초의 디스크 트랙 버퍼링 체계, 미리 읽기 알고리즘, 파일 디렉터리 캐시와 램 디스크 에뮬레이터의 창조
- 윈도와 메뉴로 동작하는 사용자 인터페이스를 갖춘 선점형 멀티태스킹 운영 체제를 도입
- 1980년대에 바이너리 재컴파일러(binary recompiler) XLT86의 도입
- 현대의 대화형 멀티미디어를 예견할 수 있게 한, 자동 비선형적 재생을 가능케 한 비디오 디스크에 대한 최초의 컴퓨터 인터페이스.
- 최초의 소비자용 CD-ROM을 위한 파일 시스템과 자료 구조(KnowledgeSet과 함께, 1985년)